# Pnina Tamano-Shata
Pnina Tamano-Shata (Hebreeuws: פנינה תמנו-שטה) (Wuzaba (Ethiopië), 1 januari 1981) is een Israëlische politica voor Blauw en Wit in de Knesset en minister in het kabinet-Netanyahu V.

## Biografie
Tamano-Shata is geboren in Wuzaba, een stad in Ethiopië vlak bij Gondar. Er teisterde toen een zware hongersnood en als gevolg daarvan breekt er een burgeroorlog uit. Samen met haar familie vlucht Pnina naar Soedan en van daar naar een vluchtelingenkamp om in 1984 alijah naar Israël te maken, bekend als Operatie Mozes. Ze studeerde rechten aan de Ono Academic College in Kiryat Ono in Tel Aviv. Tussen 2007 en 2012 werkte zij als reporter voor Channel 1.
In 2013 kandideerde zij zich als kandidaat voor Yesh Atid en zij werd verkozen in de 19e Knesset. Sinds 17 mei 2020 is ze minister van Terugkeer en Integratie in het vijfde kabinet-Netanyahu en daarna Kabinet-Bennett. Ze is de eerste Israëlische minister die in Ethiopië geboren is. In maart 2022 kondigde Tamano-Shata een operatie aan om Oekraïense Joden te redden die hun land ontvluchtten vanwege de Russische invasie van Oekraïne. Op 15 november 2022 werd ze opnieuw ingezworen in de Knesset.

## Persoonlijk
Tamano-Shata woont met haar gezin in Petach Tikwa.